# Trường Dubai - Nhật Bản
Trường Dubai - Nhật Bản (DJS) hoặc trường tiếng Nhật ở Dubai (ドバイ日本人学校 Dobai Nihonjin Gakkō, tiếng Ả Rập: المدرسة اليابانية في دبي) là một trường học theo chương trình Nhật nằm tại Al Wasl ở Dubai. Hiệp hội Cộng đồng người Nhật ở miền Bắc đã thành lập trường vào năm 1980. Trường nằm gần bãi biển Jumeirah.
Vào 8 giờ sáng vào mỗi ngày học, học sinh lớp 1-9 bắt đầu làm vệ sinh định kỳ trong khuôn viên trường. Fumiyoshi Suzuki, hiệu trưởng, nói rằng trong năm 2009 hầu như tất cả sinh viên tốt nghiệp của trường đều trở lại Nhật Bản để học trung học.